# Posse de John Tyler
A Posse de John Tyler como o 10º presidente dos Estados Unidos aconteceu em seu quarto no dia 6 de abril de 1841, dois dias após a morte do presidente William Henry Harrison. A posse marcou o início de seu mandato parcial de quatro anos como presidente. Foi a primeira vez que a morte de um presidente ocasionou na posse de um novo presidente. O juramento foi administrado por William Cranch, Juiz-Chefe da Corte de Nova Iorque, no Brown's Hotel em Washington, D.C..